# 勒梅尼勒圣但尼
勒梅尼勒圣但尼（法語：Le Mesnil-Saint-Denis，法語發音：[lə menil sɛ̃ dəni] ⓘ）是法国伊夫林省的一个市镇，位于该省东部，属于凡尔赛区。

## 地理
勒梅尼勒圣但尼（48°44'37"N, 1°57'47"E）面积8.95 平方千米，位于法国法蘭西島大區伊夫林省，该省份为法国北部内陆省份，北起瓦兹河谷省，西接厄尔省，西南接厄尔-卢瓦省，东南接埃松省，东临上塞纳省。
与勒梅尼勒圣但尼接壤的市镇（或旧市镇、城区）包括：夸尼耶尔、伊夫林地区当皮埃尔、埃朗库尔、圣福尔热、圣朗贝尔、特拉普、拉韦里耶尔。
勒梅尼勒圣但尼的时区为UTC+01:00、UTC+02:00（夏令时）。

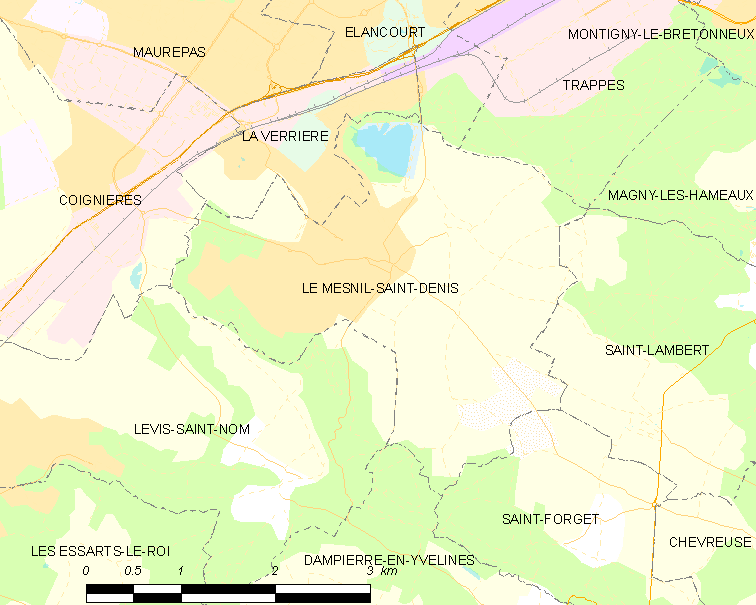
勒梅尼勒圣但尼的OSM定位图

## 行政
勒梅尼勒圣但尼的邮政编码为78320，INSEE市镇编码为78397。

## 政治
勒梅尼勒圣但尼所属的省级选区为莫尔帕县。

## 人口

1962-2008年间勒梅尼勒圣但尼人口变化图示

勒梅尼勒圣但尼于2022年1月1日时的人口数量为7103人。

## 友好城市
德国 汉肯斯比特尔